# Mascagnia aptera
Mascagnia aptera är en tvåhjärtbladig växtart som beskrevs av W.R. Anderson. Mascagnia aptera ingår i släktet Mascagnia och familjen Malpighiaceae. Inga underarter finns listade i Catalogue of Life.